# Silvio Oltra
Silvio Héctor Oltra (Buenos Aires, 26 de febrero de 1958-Ramallo, 15 de marzo de 1995) fue un piloto de automovilismo y cantautor argentino. Participante en múltiples categorías del automovilismo argentino, fue campeón de Turismo Competición 2000 en el año 1987. Compitió también en otras categorías como el Turismo Carretera, Supercart, Turismo Nacional, Fórmula Renault Argentina y Fórmula 3 Sudamericana. Obtuvo un gran reconocimiento a nivel nacional. 
Murió el 15 de marzo de 1995 como consecuencia de un confuso accidente aéreo en el que se precipitó el helicóptero en el que viajaba junto a su amigo Carlos Menem Jr., hijo del entonces presidente Carlos Saúl.
Además de su carrera como automovilista deportivo, Oltra también fue un cantautor y compositor, que editó tres trabajos discográficos de estudio.

## Biografía
Nacido en la ciudad de Buenos Aires el 26 de febrero de 1958, Silvio Oltra comenzó a desandar su camino en el automovilismo nacional, al debutar a fines de la década del 70, en la Asociación Standard Mejorado, donde compitió a bordo de un Fiat 600. En 1982, Oltra hace su debut en el TC 2000, donde subido a un Dodge 1500 atendido por la familia Benavídez, hizo sus primeras armas en el automovilismo grande de la República Argentina. En 1983, debuta en la Fórmula Renault Argentina, donde alterna también con el Club Argentino de Pilotos. A finales de la década del 80, debuta en la categoría más importante del país: El Turismo Carretera. Debutó en 1988, a bordo de un Ford Falcon, cambiando en 1989 por un Dodge Polara y volviendo al Ford en 1990. Fue partícipe en 1993 del campeonato de Walter Hernández, al ganar en la carrera de las 2 Horas de Buenos Aires compartiendo la butaca del Falcon.
En 1987, Oltra obtuvo su primer gran alegría a nivel nacional al consagrarse campeón argentino de TC 2000. Su campeonato comenzó a tejerse en 1986, cuando adquirió el Renault Fuego que perteneciera a Ernesto Bessone, y que lo pondría bajo la órbita del Benavídez Competición. En ese entonces, el dominio que ejercían las Fuego del equipo oficial Renault, con Juan María Traverso y Oreste Berta a la cabeza junto con Hector Sica (mecánico y capitán del equipo) hicieron suponer (de manera acertada) al joven Oltra que ese modelo debía ser el elegido. El traspaso de Ernesto Bessone a Ford facilitó las cosas para que Silvio obtenga su Coupé. En 1987, el campeonato fue muy reñido, teniendo a las cupés del equipo oficial (con Traverso y Miguel Ángel Guerra a la cabeza) batallando contra la de Oltra. Finalmente, el joven piloto de Capital federal, se alzaría con la corona, cortando la racha positiva del equipo oficial y la del propio Traverso. Aun así, la Fuego no cambiaba su paso ganador en la categoría.
En 1989, debutó también en el Turismo Nacional, categoría donde no tendría un mayor brillo, obteniendo un triunfo en la Clase 2, a bordo de un Volkswagen Gacel. Ese mismo año, participó también en la Clase 3 del TN piloteando un Volkswagen Carat, colaborando con la obtención del título por parte de Omar Darío Bonomo. Ese año, vuelve a cambiar de marca en el TC 2000, pasando a correr con un Ford Sierra. Este coche lo utilizó hasta el año 1991, cuando Guillermo Maldonado lo convocó para formar dupla en el equipo Volkswagen, con un Carat. En 1993, Oltra vuelve a cambiar de marca en el TC 2000, pasando a correr ahora con Fiat. Entre 1993 y 1994, Oltra utilizó dos modelos de la marca italiana: El Fiat Regatta y el Fiat Tempra. En 1994, suma una nueva categoría a su currículum, al debutar en el extinto Supercart. Esta categoría, tenía características similares al Turismo Carretera, sin embargo, los modelos tradicionales del TC eran mucho más avanzados y evolucionados tecnológicamente, respecto de la máxima categoría nacional. Aquí, Oltra se dio el gusto de competir con la marca que le faltaba: Chevrolet. Sobre un Chevrolet Chevy, Oltra participó en 1994 y 1995, compitiendo entre otros contra Luis Rubén y Marcos Di Palma, a quienes derrota en una carrera. 

### Muerte
Fallece el 15 de marzo de 1995 en cercanías de la localidad de Ramallo, debido a un accidente aéreo donde también perdiera la vida su amigo Carlos Menem Jr.. Las causales de este accidente hasta el día de hoy son investigadas, debido a que el mismo se dio en circunstancias muy confusas, aunque su familia descartó toda posibilidad de un posible atentado, lo que motivo el malestar de la Familia Menem.
Las causales de este accidente son investigadas hasta el día de hoy, debido a denuncias efectuadas por la madre de Carlos Jr., Zulema Yoma, sobre la posibilidad de un atentado contra su hijo.

## Vida personal
Era padre de la actual modelo y presentadora Carolina Oltra y el hijo que tuvo con Carla Currone, Silvio Matko Oltra.

## Resumen de carrera
| Temporada | Categoría                  | Equipo                  | Carreras | Victorias | Poles | VR | Podios | Puntos | Pos. |
| --------- | -------------------------- | ----------------------- | -------- | --------- | ----- | -- | ------ | ------ | ---- |
| 1982      | Turismo Competición 2000   | Benavidez Competición   | 8        | 0         | 0     | 0  | 1      | 26     | 12.º |
| 1983      | Turismo Competición 2000   | Benavidez Competición   | 6        | 0         | 0     | 0  | 0      | 14     | 17.º |
| 1983      | Fórmula Renault Argentina  | —                       | ?        | 0         | 0     | 0  | 1      | 5      | 15.º |
| 1984      | Fórmula 2 Codasur          | Maldonado Competición   | 7        | 0         | 0     | 0  | 0      | 0      | NC   |
| 1986      | Turismo Competición 2000   | Benavidez Competición   | 10       | 0         | 0     | 1  | 2      | 38     | 9.º  |
| 1987      | Turismo Competición 2000   | Benavidez Competición   | 10       | 3         | 1     | 0  | 6      | 125    | 1.º  |
| 1988      | Turismo Competición 2000   | Benavidez Competición   | 14       | 1         | 1     | 1  | 6      | 101    | 4.º  |
| 1988      | Turismo Carretera          | —                       | 4        | 0         | 0     | 0  | 1      | 37.5   | 26.º |
| 1989      | Turismo Competición 2000   | Benavidez Competición   | 11       | 1         | 1     | 0  | 1      | 34     | 9.º  |
| 1989      | Turismo Competición 2000   | Akel Competición        | 11       | 1         | 1     | 0  | 1      | 34     | 9.º  |
| 1989      | Turismo Carretera          | —                       | 3        | 0         | 0     | 0  | 1      | 22.5   | 36.º |
| 1990      | Turismo Competición 2000   | Akel Competición        | 14       | 0         | 1     | 0  | 1      | 64     | 7.º  |
| 1990      | Turismo Carretera          | —                       | 6        | 0         | 0     | 0  | 0      | 31     | 33.º |
| 1990      | Turismo Nacional - Clase 2 | —                       | 1        | 1         | 1     | 1  | 1      | 20     | 12.º |
| 1991      | Turismo Competición 2000   | Maldonado Competición   | 14       | 0         | 1     | 0  | 1      | 47     | 9.º  |
| 1991      | Turismo Carretera          | —                       | 1        | 0         | 0     | 0  | 0      | 5.5    | 61.º |
| 1992      | Turismo Competición 2000   | Volkswagen Argentina    | 14       | 0         | 0     | 0  | 6      | 107    | 3.º  |
| 1992      | Turismo Carretera          | —                       | 1        | 0         | 0     | 0  | 0      | 0      | NC   |
| 1992      | Turismo Nacional - Clase 2 | —                       | 1        | 0         | 0     | 0  | 0      | 8      | 20.º |
| 1993      | Turismo Competición 2000   | Volkswagen Argentina    | 14       | 0         | 0     | 0  | 0      | 21     | 11.º |
| 1993      | Turismo Competición 2000   | Maldonado               | 14       | 0         | 0     | 0  | 0      | 21     | 11.º |
| 1993      | Turismo Competición 2000   | Antelo Sevel Argentina  | 14       | 0         | 0     | 0  | 0      | 21     | 11.º |
| 1993      | Turismo Carretera          | —                       | 1        | 0         | 0     | 0  | 0      | 22.5   | 42.º |
| 1994      | Turismo Competición 2000   | Antelo Fiat Competición | 12       | 0         | 0     | 0  | 0      | 16     | 17.º |
| Fuente:   |                            |                         |          |           |       |    |        |        |      |

## Palmarés
| Título  | Especialidad             | Marca         | Año  |
| ------- | ------------------------ | ------------- | ---- |
| Campeón | Turismo Competición 2000 | Renault Fuego | 1987 |

## Discografía
- 1987: Silvio Oltra - EMI ODEON
- 1990: Ahora tengo todo - EMI ODEON
- 1992: Aprender a vivir - Switch Producciones